# Hayley Raso
Hayley Emma Raso (Brisbane, Australia; 5 de septiembre de 1994) es una futbolista australiana. Juega como delantera en el Tottenham. Es internacional con la selección de Australia.

## Trayectoria

### Canberra United (2011-2013)

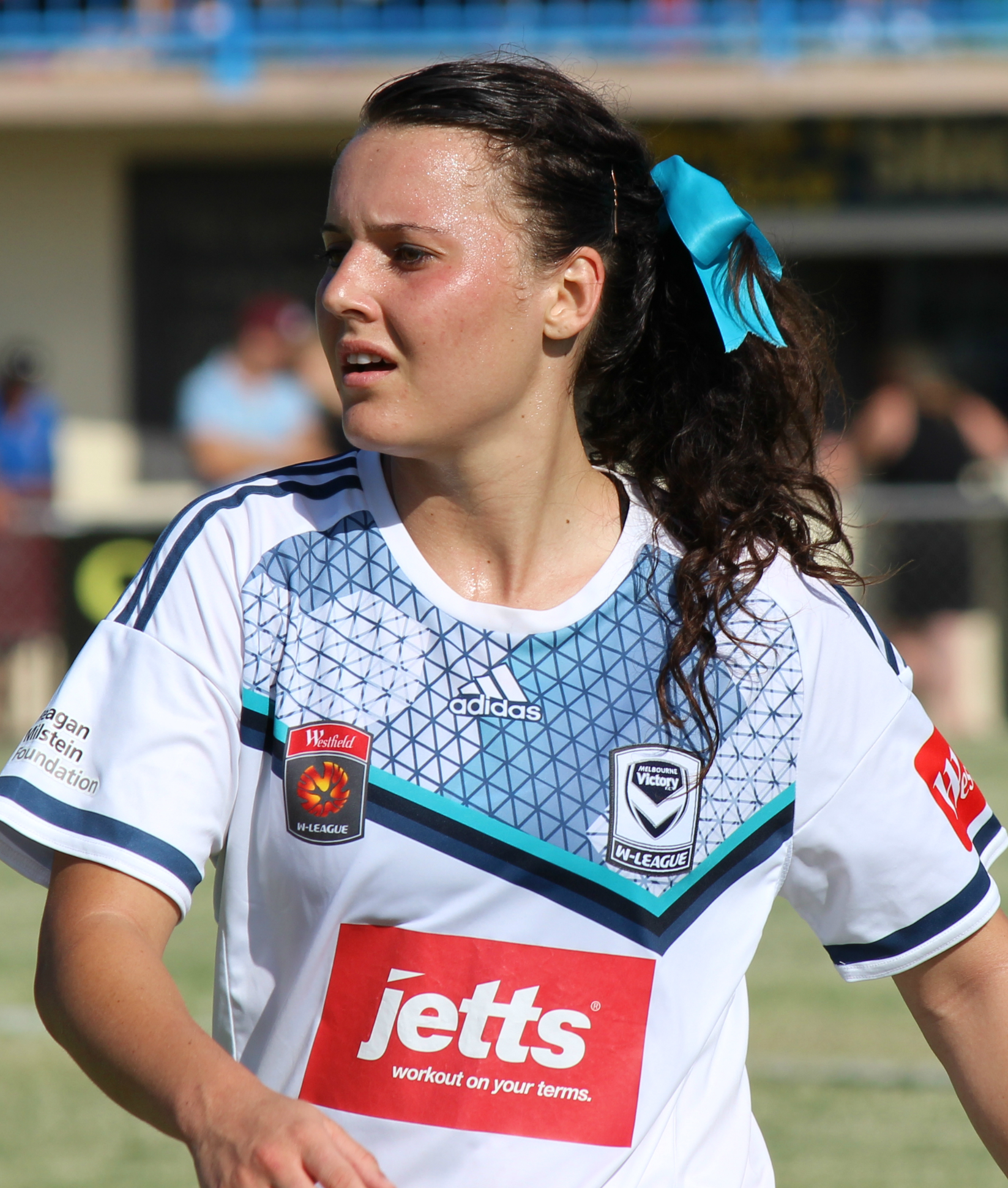
Raso jugando para el Melbourne Victory en 2016.

Después de probarse exitosamente, Raso fichó con el Canberra United durante la temporada 2011-12 de la W-League australiana. Jugó siete partidos y fue parte del equipo que ganó el campeonato tras una victoria al Brisbane Roar en la Grand Final.
Raso permaneció con Canberra durante la temporada 2012-13, y anotó su primer gol profesional en la victoria 5-0 sobre el Newcastle Jets el 27 de octubre de 2012. Jugó para Canberra en el Campeonato Internacional de Clubes Femenino, pero a pesar de anotar el segundo gol de su carrera, no pudo evitar que su equipo cayera ante el NTV Beleza de Japón por 4-3 en el desempate por el tercer lugar. Raso terminó la temporada con 4 goles en 10 partidos.

### Brisbane Roar (2013-2014)
Antes del inicio de la temporada 2013-14, Raso optó por regresar a la ciudad de Brisbane y se unió al Brisbane Roar FC. Debutó con el equipo el 9 de noviembre, en una derrota 3-0 ante el Canberra United. El 1 de diciembre de 2013, marcó su primer gol con el Brisbane en la victoria 4-1 sobre el Western Sydney Wanderers.

### Washington Spirit (2015)
En junio de 2015, Raso firmó con el Washington Spirit de la National Women's Soccer League de Estados Unidos, tras la conclusión de la Copa Mundial Femenina de 2015 en Canadá. Entró en el minuto 73 en su debut con el Spirit el 18 de julio de 2015 en un partido contra el Seattle Reign FC, lo que ayudó a mantener una victoria por 3-0. El Spirit dejó ir a la futbolista en abril de 2016.

### Portland Thorns (2016-2019)

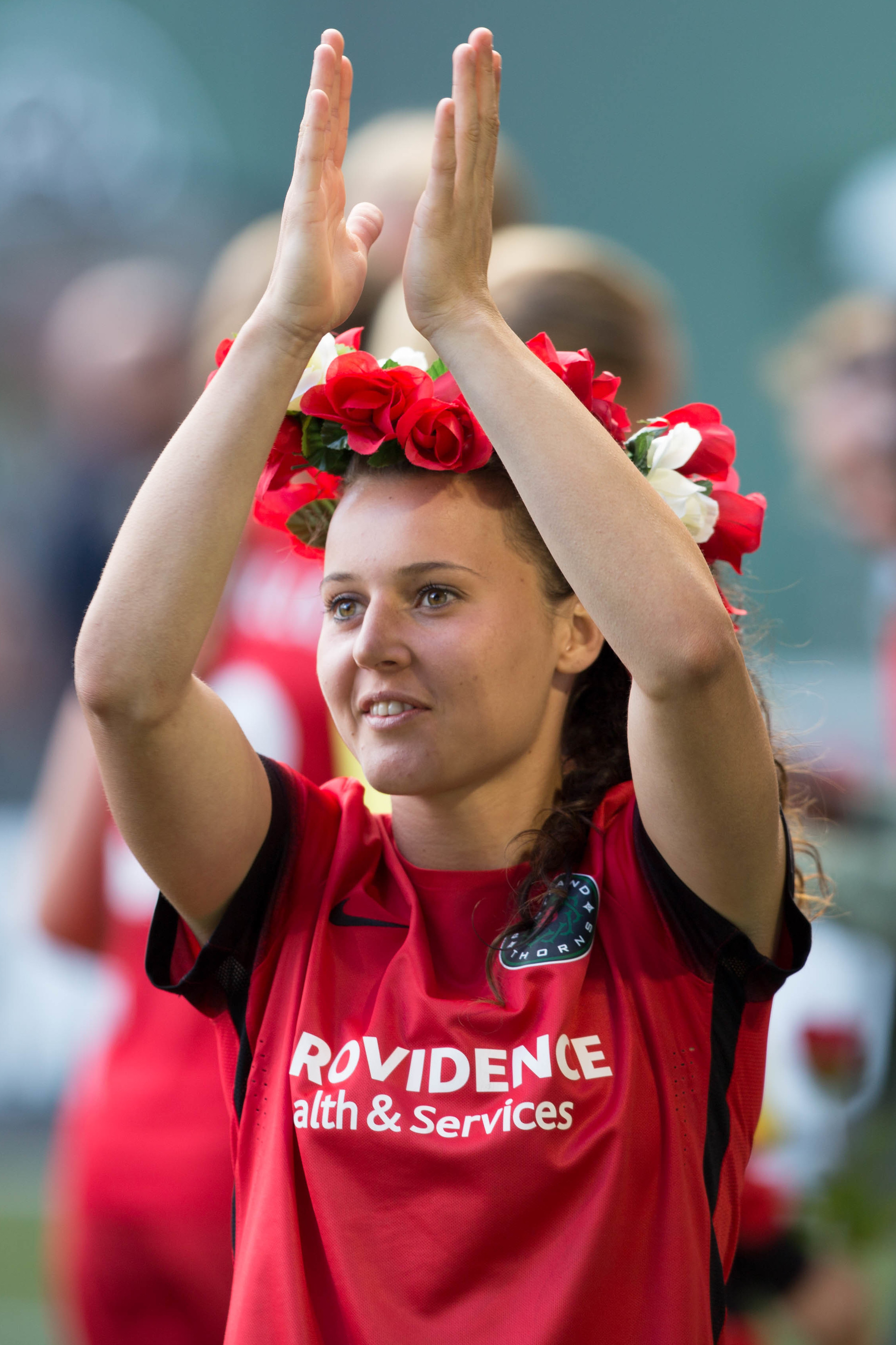
Raso con el Portland Thorns en 2016.

Poco después de dejar al Spirit, Raso fue adquirida por el Portland Thorns FC. En los primeros cuatro juegos de la temporada 2016, Raso entró como suplente en la segunda mitad de cada partido. Se convirtió en titular habitual durante la temporada 2017 debido a una lesión de Tobin Heath, y marcó su primer gol en la NWSL el 28 de junio de 2017. Le siguieron 5 goles más en la fase regular y uno en las eliminatorias, contribuyendo a que los Thorns ganaran el campeonato de 2017.
Después de sufrir un desgarro parcial en el ligamento lateral de su rodilla derecha durante la Copa Asiática de la AFC de 2018, se perdió los primeros 11 encuentros de la temporada 2018. Volvió de su lesión el 16 de junio y llegó a jugar 12 partidos, anotando 2 goles.

#### Lesión de espalda
El 25 de agosto de 2018, Raso se fracturó 3 vértebras en la espalda debido a un choque en el campo de juego. La lesión, causada por una rodilla en la espalda, dejó a Raso sin saber si volvería a caminar. Después de una extensa rehabilitación, regresó 6 meses después de la lesión para jugar la Copa de Naciones de 2019, donde marcó un gol en su partido de regreso contra Nueva Zelanda.

#### Préstamos al Canberra United y Brisbane Roar (2016-2019)
En 2016, Raso fue cedida en préstamo al Canberra United de cara a la temporada 2016-17 de la W-League.
El 21 de septiembre de 2017, firmó un préstamo con el Brisbane Roar para jugar la temporada 2017-18. Después de recuperarse de su lesión en la espalda, Raso firmó otro préstamo con el Roar para la temporada 2018-19. Hizo 4 apariciones y anotó 1 gol.

### Everton (2020-2021)
En enero de 2020, Raso fue transferida al Everton de la FA Women's Super League de Inglaterra. Se unió al equipo a mediados de febrero, luego de una pausa internacional.

## Estadísticas

### Clubes
| Club                        | País           | Año         |
| --------------------------- | -------------- | ----------- |
| Canberra United FC          | Australia      | 2011 - 2013 |
| Brisbane Roar               | Australia      | 2013 - 2014 |
| Washington Spirit           | Estados Unidos | 2015        |
| Melbourne Victory (cesión)  | Australia      | 2015 - 2016 |
| Portland Thorns FC          | Estados Unidos | 2016 - 2019 |
| Canberra United FC (cesión) | Australia      | 2016 - 2017 |
| Brisbane Roar (cesión)      | Australia      | 2017 - 2019 |
| Brisbane Roar               | Australia      | 2019 - 2020 |
| Everton                     | Inglaterra     | 2020 - 2021 |
| Manchester City             | Inglaterra     | 2021 - 2023 |
| Real Madrid                 | España         | 2023 - 2024 |

## Palmarés

### Títulos nacionales
| Título                         | Club               | País           | Año     |
| ------------------------------ | ------------------ | -------------- | ------- |
| W-League                       | Canberra United FC | Australia      | 2011-12 |
| National Women's Soccer League | Portland Thorns FC | Estados Unidos | 2017    |
| FA Women's League Cup          | Manchester City    | Inglaterra     | 2021-22 |

### Títulos internacionales
| Título                     | Club      | País           | Año  |
| -------------------------- | --------- | -------------- | ---- |
| Torneo de Naciones         | Australia | Estados Unidos | 2017 |
| Copa de Naciones de la FFA | Australia | Australia      | 2019 |

(*) Incluyendo la Selección